# Nejnižší průměr inkasovaných branek (ELH)
Toto je seznam brankářů, kteří měli nejnižší průměr inkasovaných branek za zápas v základní části jednotlivých sezón české hokejové extraligy. Rekord stanovil Tomáš Pöpperle, který v sezóně 2004/2005 měl 1.58 průměr inkasovaných branek za zápas (HC Sparta Praha).

## Jednotlivé ročníky

### Základní část
| Sezóna    | Vítěz              | Klub                | Průměr |
| --------- | ------------------ | ------------------- | ------ |
| 1993/1994 | Pavel Cagaš        | HC Olomouc          | 2.10   |
| 1994/1995 | Rudolf Pejchar     | HC Keramika Plzeň   | 2.34   |
| 1995/1996 | Oldřich Svoboda    | HC České Budějovice | 2.12   |
| 1996/1997 | Roman Čechmánek    | HC Petra Vsetín     | 2.17   |
| 1997/1998 | Roman Čechmánek    | HC Petra Vsetín     | 2.06   |
| 1998/1999 | Roman Čechmánek    | HC Slovnaft Vsetín  | 1.87   |
| 1999/2000 | Petr Bříza         | HC Sparta Praha     | 2.07   |
| 2000/2001 | Jaroslav Kameš     | HC Slovnaft Vsetín  | 2.19   |
| 2001/2002 | Petr Bříza         | HC Sparta Praha     | 2.34   |
| 2002/2003 | Roman Málek        | HC Slavia Praha     | 1.62   |
| 2003/2004 | Igor Murín         | HC Hamé Zlín        | 1.75   |
| 2004/2005 | Tomáš Pöpperle     | HC Sparta Praha     | 1.58   |
| 2005/2006 | Milan Hnilička     | Bílí Tygři Liberec  | 1.70   |
| 2006/2007 | Milan Hnilička     | Bílí Tygři Liberec  | 1.85   |
| 2007/2008 | Roman Turek        | HC Mountfield       | 2.14   |
| 2008/2009 | Jakub Štěpánek     | HC Vítkovice Steel  | 2.15   |
| 2009/2010 | Tomáš Pöpperle     | HC Plzeň 1929       | 2.20   |
| 2010/2011 | Luboš Horčička     | HC Plzeň 1929       | 1.61   |
| 2011/2012 | Tomáš Pöpperle     | HC Sparta Praha     | 2.02   |
| 2012/2013 | Miroslav Kopřiva   | HC Slavia Praha     | 2.00   |
| 2013/2014 | Tomáš Pöpperle     | HC Sparta Praha     | 1.61   |
| 2014/2015 | Šimon Hrubec       | HC Oceláři Třinec   | 2.00   |
| 2015/2016 | Branislav Konrád   | HC Olomouc          | 1.83   |
| 2016/2017 | Roman Will         | Bílí Tygři Liberec  | 1.69   |
| 2017/2018 | Patrik Rybár       | Mountfield HK       | 1.73   |
| 2018/2019 | Dominik Frodl      | HC Škoda Plzeň      | 1.89   |
| 2019/2020 | Dominik Hrachovina | Bílí Tygři Liberec  | 1.95   |
| 2020/2021 | Petr Kváča         | Bílí Tygři Liberec  | 2.07   |
| 2021/2022 | Ondřej Kacetl      | HC Oceláři Třinec   | 1.64   |
| 2022/2023 | Henri Kiviaho      | Mountfield HK       | 1.85   |
| 2023/2024 | Roman Will         | HC Dynamo Pardubice | 2.04   |
| 2024/2025 | Josef Kořenář      | HC Sparta Praha     | 1.71   |

### Playoff
| Sezóna    | Vítěz                                         | Klub                                          | Průměr                                        |
| --------- | --------------------------------------------- | --------------------------------------------- | --------------------------------------------- |
| 1993/1994 | Radovan Biegl                                 | HC Pardubice                                  | 2.12                                          |
| 1994/1995 | Roman Čechmánek                               | HC Dadák Vsetín                               | 2.36                                          |
| 1995/1996 | Roman Čechmánek                               | HC Petra Vsetín                               | 1.30                                          |
| 1996/1997 | Roman Čechmánek                               | HC Petra Vsetín                               | 1.00                                          |
| 1997/1998 | Roman Čechmánek                               | HC Petra Vsetín                               | 1.60                                          |
| 1998/1999 | Milan Hnilička                                | HC Sparta Praha                               | 1.44                                          |
| 1999/2000 | Petr Bříza                                    | HC Sparta Praha                               | 1.09                                          |
| 2000/2001 | Zdeněk Orct                                   | HC Chemopetrol                                | 2.19                                          |
| 2001/2002 | Petr Bříza                                    | HC Sparta Praha                               | 2.03                                          |
| 2002/2003 | Petr Bříza                                    | HC Sparta Praha                               | 1.46                                          |
| 2003/2004 | Petr Franěk                                   | HC Slavia Praha                               | 1.97                                          |
| 2004/2005 | Ján Lašák                                     | HC Moeller Pardubice                          | 1.78                                          |
| 2005/2006 | Petr Bříza                                    | HC Sparta Praha                               | 1.56                                          |
| 2006/2007 | Jiří Trvaj                                    | HC Znojemští Orli                             | 2.05                                          |
| 2007/2008 | Roman Turek                                   | HC Mountfield                                 | 1.59                                          |
| 2008/2009 | Jakub Štěpánek                                | HC Vítkovice Steel                            | 1.85                                          |
| 2009/2010 | Dominik Hašek                                 | HC Eaton Pardubice                            | 1.68                                          |
| 2010/2011 | Tomáš Vošvrda                                 | Bílí Tygři Liberec                            | 1.74                                          |
| 2011/2012 | Martin Růžička                                | HC ČSOB Pojišťovna Pardubice                  | 2.33                                          |
| 2012/2013 | Miroslav Kopřiva                              | HC Slavia Praha                               | 0.75                                          |
| 2013/2014 | Filip Šindelář                                | HC Vítkovice Steel                            | 1.76                                          |
| 2014/2015 | Pavel Francouz                                | HC Verva Litvínov                             | 1.38                                          |
| 2015/2016 | Ján Lašák                                     | Bílí Tygři Liberec                            | 1.81                                          |
| 2016/2017 | Marek Čiliak                                  | HC Kometa Brno                                | 1.42                                          |
| 2017/2018 | Roman Will                                    | Bílí Tygři Liberec                            | 1.69                                          |
| 2018/2019 | Libor Kašík                                   | PSG Berani Zlín                               | 1.76                                          |
| 2019/2020 | Dominik Hrachovina                            | Bílí Tygři Liberec                            | 1.95                                          |
| 2020/2021 | Kvůli pandemii covidu-19 se playoff nedohrálo | Kvůli pandemii covidu-19 se playoff nedohrálo | Kvůli pandemii covidu-19 se playoff nedohrálo |
| 2021/2022 | Ondřej Kacetl                                 | HC Oceláři Třinec                             | 1.11                                          |
| 2022/2023 | Ondřej Kacetl                                 | HC Oceláři Třinec                             | 1.47                                          |
| 2023/2024 | Marek Mazanec                                 | HC Oceláři Třinec                             | 1.17                                          |
| 2024/2025 |                                               |                                               |                                               |